# Peering.cz
Peering.cz je internetový uzel s připojením v 10 datacentrech v České republice, na Slovensku, v Rakousku a Německu, sloužící poskytovatelům internetového připojení, telekomunikačním společnostem a obsahovým sítím střední Evropy. Peering.cz byl založen v roce 2013 v Praze. V současné době propojuje více než 152 sítí a dosahuje maximální propustnosti 1309 gigabitů za sekundu, což jej řadí mezi největší internetové uzly v Evropě a zároveň se jedná o největší výměnný uzel v České republice. 

## Síť
Lokality k připojení do Peering.cz:
- CE Colo Praha
- CE Colo DC7
- TTC Teleport Praha
- TTC DC2
- Sitel Bratislava
- DataCube Bratislava
- STU Bratislava
- Interxion Vídeň
- Interxion Frankfurt
- Equinix Frankfurt